# Spoorlijn Kolding - Hejlsminde
De spoorlijn Kolding - Hejlsminde was een lokaalspoorweg vanuit Kolding naar Hejlsminde van het schiereiland Jutland in Denemarken.

## Geschiedenis
Rond 1880 begon men plannen te maken voor het aanleggen van een spoornet in het gebied ten zuiden van Kolding, dat na de Pruisisch-Deense oorlog in 1864 een nauwelijks ontsloten gebied was geworden. Aanvankelijk werd het plan gemaakt om een drie metersporige lijnen aan te leggen; Kolding - Hejlsminde, Kolding- Kranen en Vamdrup - Taps. Op basis van de ervaringen met de smalsporige lijn Kolding - Egtved werd uiteindelijk besloten de lijn op normaalspoor aan te leggen. Op 29 november 1911 werd de lijn tegelijk met de spoorlijn Kolding - Vamdrup geopend door de Kolding Sydbaner (KS).
Door het bochtige tracé en een maximumsnelheid van 50 km/h is de spoorlijn nooit een succes geworden. Op 29 maart 1940 werd daardoor besloten de lijn te sluiten. Toen Denemarken een paar weken later werd bezet tijdens Operatie Weserübung door Duitsland werd daar toch van afgezien. Door brandstofschaarste kende de lijn een tijdelijke opleving, maar na het einde van de Tweede Wereldoorlog zakte het vervoer weer in. Op 15 december 1948 werd de lijn gesloten.

## Huidige toestand
Thans is de volledige lijn opgebroken.